# Philipp Sömmering
Philipp Sömmering, dit Therocyclus, né au XVIe siècle et mort le 7 février 1575 à Wolfenbüttel, est un prêtre et alchimiste allemand, condamné à mort pour fraude.

## Biographie
Fils d'un pasteur de Tambach, il fréquente l'école de latin de Schmalkalden et passe trois ans à l'école monastique de Gotha. Il part pour Jena, devient professeur et chapelain et est ordonné en 1554 par le docteur en théologie Philipp Melanchthon. Il est ensuite curé près de Gotha à Schönau vor dem Walde et à Wipperoda. Il commence à s'intéresser à l'alchimie, étudie les plantes médicinales dans une pharmacie à Mulhouse, et acquiert pour la somme, importante pour l'époque, de 400 thalers un livre de l'alchimiste Bernard de Trévise.
Il rencontre le prêtre Abel Scherding de Hohenkirchen, et s'associe à lui pour signer un contrat avec le duc Jean-Frédéric II de Saxe, contrat où lui et Scherding s'engagent à fabriquer de l'or dans un laboratoire fourni par le duc à Reinhardsbrunn (aujourd'hui un quartier de Gotha), le duc s'engageant à avancer 240 grammes d'or pour la production. C'est là qu'il croise, en 1571, le chemin des escrocs Anne Marie von Ziegler et son époux Heinrich Schombach, ainsi que d'un autre complice, Sylvester Schulfermann, de Lübeck. La guerre qui éclate à l'époque leur fournit l'occasion de fuir la ville avec l'or avancé par le duc. Sömmering part pour Bad Sooden-Allendorf et rencontre le saunier Johannes Rhenanus (de). Par son entregent, il obtient du duc Jules de Brunswick la permission de construire un marais salant près de Goslar, et obtient une audience auprès du duc par l'entremise du médecin personnel de celui-ci. En outre, le duc lui octroie la charge de conseiller en affaires minières, affaires auxquelles Sömmerling ne connaît strictement rien. Il tente, avec peu de succès, de concevoir des mousquets, des perles artificielles et des remèdes, ainsi qu'une teinture pour transformer les métaux en or, en mélangeant de l'alcool et du mercure. Devant son échec, il commence à préparer sa fuite mais est arrêté en 1574. Les agissements de ses complices ne jouant alors pas en sa faveur : il comparaît pour fraude devant un tribunal, est condamné à mort en 1575 et exécuté. Il subit le supplice des pinces rougies, du fouet, et est écartelé.
Comme d'autres alchimistes de son temps, il est difficile de dire a posteriori si Sömmering était un fraudeur avéré ou s'il était persuadé de pouvoir fabriquer de l'or.